# Aurangzeb

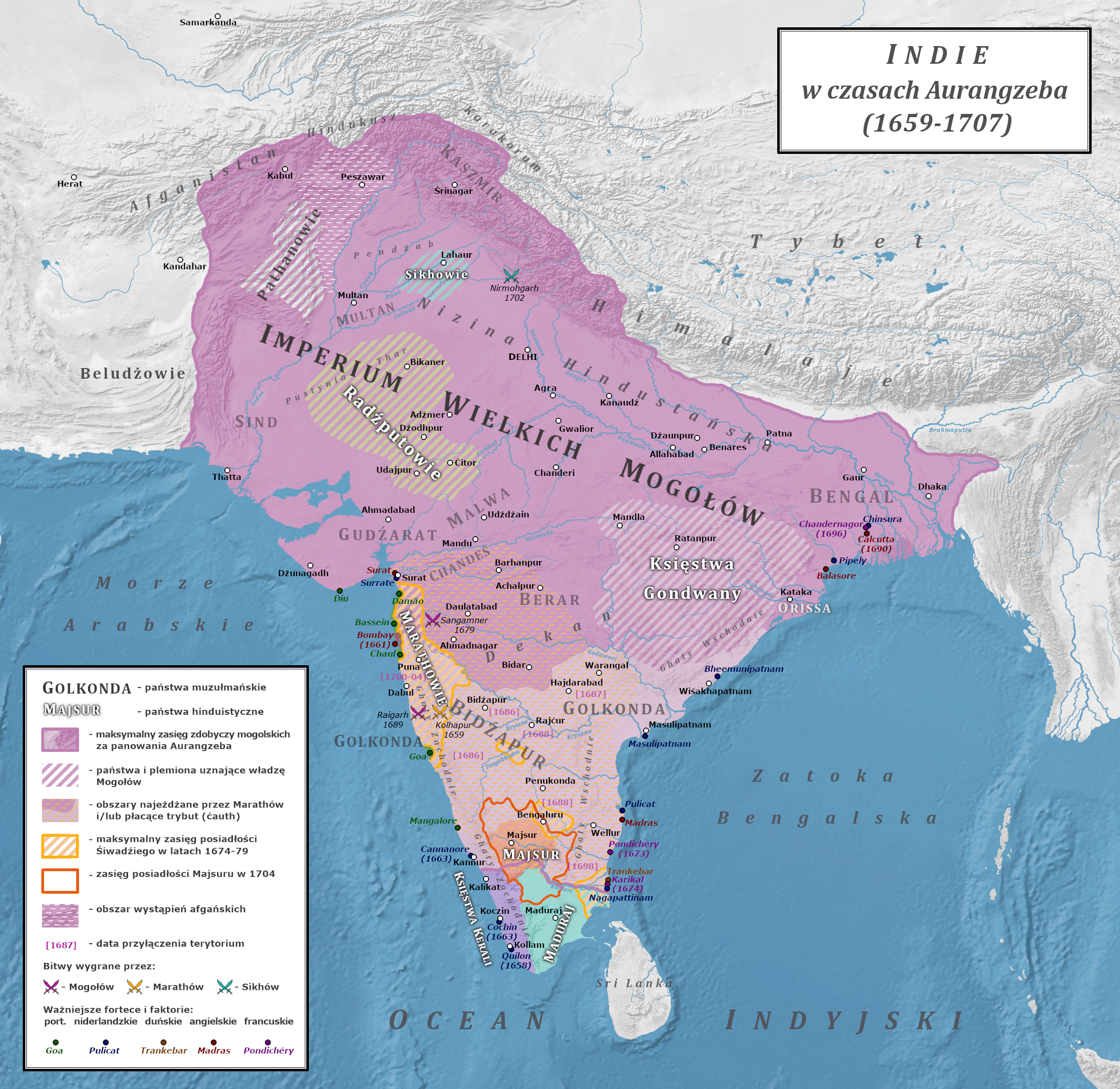
Imperium Mogołów za panowania Aurangzeba (1659-1707)

Aurangzeb (w jęz. perskim: اورنگ‌زیب, czyli: Ozdoba tronu), właściwie: Abu Muzaffar Muhi ad-Din Muhammad Aurangzeb Alamgir (ur. 3 listopada 1618, zm. 3 marca 1707) – szósty władca Imperium Mogołów w Indiach od 1658 do 1707. Rozszerzył granice imperium, jednak jego fanatyczne propagowanie islamu i prześladowanie innych religii przyczyniło się do osłabienia państwa.

## Życiorys
Był trzecim synem Szahdżahana (budowniczego Tadź Mahal) i Mumtaz Mahal. W 1634 ojciec mianował go gubernatorem Dekanu. W 1637 Aurangzeb poślubił Rabię Daurrani. Po 1645 popadł w niełaskę i stracił stanowisko. W 1647 ojciec wysłał go do Afganistanu, gdzie Aurangzeb wyróżnił się jako zdolny dowódca wojskowy i fanatyczny wyznawca islamu (przerywający nawet bitwę dla odmówienia modlitwy). Ponownie mianowany gubernatorem Dekanu w 1652, zaczął systematycznie burzyć świątynie hinduistyczne w tej prowincji i prześladować nie-muzułmanów.
Choroba ojca spowodowała, że zaczął walczyć ze swoimi braćmi o władzę. Po wielu krwawych walkach, uwięzieniu ojca i zabiciu brata Dary, Aurangzeb koronował się w Delhi w 1659. Nowy władca zerwał z raczej tolerancyjną polityką Mogołów wobec w większości nie-muzułmańskiej ludności Indii. Starał się także wykorzenić nowatorskie prądy ideowe w islamie (takie jak sufizm) i narzucał ścisłe przestrzeganie skodyfikowanego prawa islamskiego (szariatu). Był pierwszym w historii władcą narzucającym szariat nie-muzułmańskiej ludności. Fanatyczne rozumienie islamu spowodowało, że zabronił nawet wykonywania muzyki, tańca i śpiewu oraz świętowania urodzin cesarza. Zakazał malowania słynnych mogolskich miniatur i nakazał zniszczenie nie tylko wizerunków żywych istot, ale nawet roślin. Nakazał burzenie świątyń innych wyznań, zamknięcie nie-islamskich szkół religijnych i zakazał praktykowania nie-islamskich religii pod karą śmierci. Te działania oraz rygorystyczne pobieranie „podatku od niewiernych” (dżizja) spowodowały wybuch wielu buntów przeciwko niemu (m.in. rebelii w Marwarze i Mewarze). Aurangzeb nakazał torturowanie i zabicie Dziewiątego Guru Sikhów – Teg Bahadura za odmowę przyjęcia islamu. Ta zbrodnia spowodowała wybuch walk z Sikhami. Faworyzował przymusowe nawrócenia na islam, często za pomocą przekupstwa.
Z drugiej strony Aurangzeb rozpoczął intensywną i kosztowną militaryzację państwa, aby rozszerzyć władzę islamu na cały Półwysep Indyjski. Jednak jego fanatyzm powodował zaciekły opór ze strony hinduistycznych władców i chociaż wielokrotnie zwyciężał (zdobył Bidźapur i Golkondę), to ogromnym kosztem. Nierozstrzygnięte walki trwały ponad 20 lat, wyczerpując skarb państwa.
Zyskał kontrowersyjną sławę niszczyciela tysięcy świątyń (w tym wielkiej świątyni Narodzenia Kryszny w Mathurze oraz wszystkich świątyń w Waranasi); często wznosił meczety na ich ruinach. Hindusi broniący świątyń byli masakrowani. Po śmierci Aurangzeba rządy objął jego najstarszy syn Bahadur Szah I, który wkrótce musiał stawić czoła siłom odśrodkowym uruchomionym polityką ojca. Po rychłej śmierci Bahadura (1712) imperium się rozpadło pod naporem wojowniczych Marathów, których Aurangzeb bezskutecznie próbował poskromić.
Historycy oceniają rządy Aurangzeba negatywnie jako początek końca potęgi Mogołów w Indiach. Skutki nietolerancji Aurangzeba są widoczne do dzisiaj w postaci ostrego konfliktu między indyjskimi wyznawcami islamu i hinduizmu, często dotyczącymi sporów o miejsca święte, zniszczone przez Aurangzeba.